# 機関車

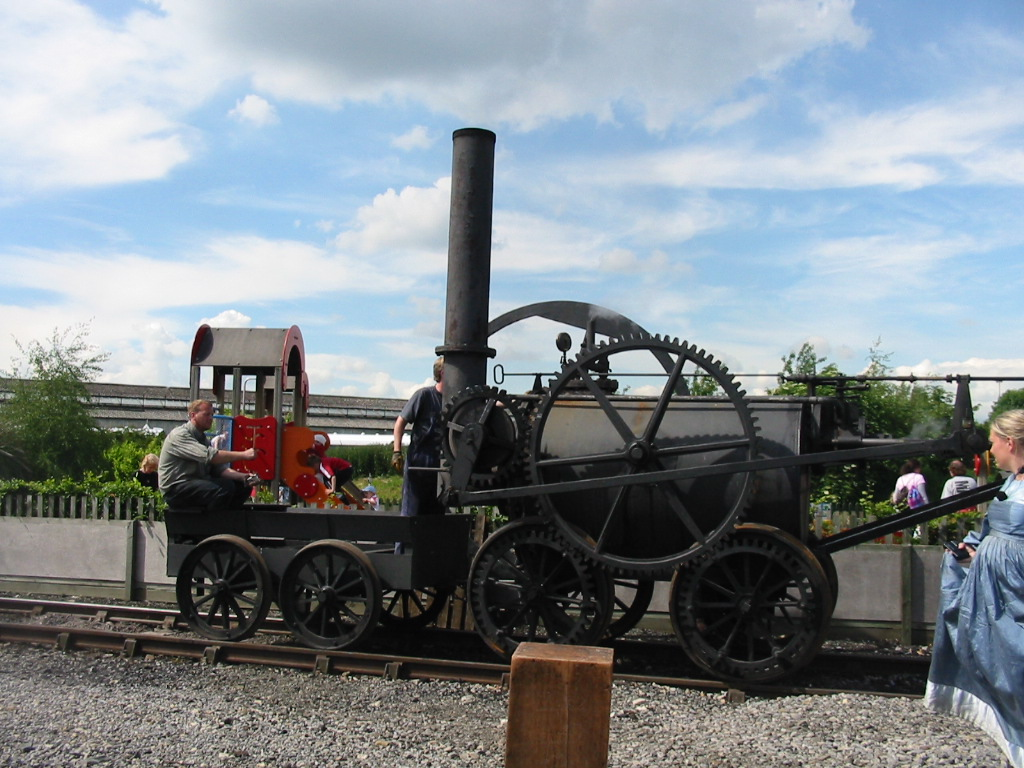
リチャード・トレビシックの世界初の蒸気機関車（レプリカ）

機関車（きかんしゃ、英: locomotive）は、鉄道車両の種類の一つで、動力装置を搭載し、駆動を行わない他の車両を前から牽引、あるいは後方から推進しながら線路上を走行する車両のことである。
機関車に牽引・推進される車両は動力を持たない客車・貨車のほか、電気方式の相違や故障・回送等の理由で動力を使用できない車両の場合もある。また、勾配区間で出力が不十分な電車・気動車・機関車を補助するために用いられる場合もある。基本的に機関車は列車の駆動のために使用され、旅客や貨物を搭載するための構造を持たないものがほとんどである。
機関車はその動力源によって蒸気機関車（SL）、ディーゼル機関車（DL）、電気機関車（EL）、ハイブリッド機関車に分類される。

## 動力源による分類
動力源によって以下のように分類される。
- 外燃機関車
  - 蒸気機関車 (SL) 
    - 無火蒸気機関車（無火機関車）

  - 熱気機関車 (HL)
- 内燃機関車
  - ディーゼル機関車 (DL)
  - ガソリン機関車 (PL)
  - 灯油機関車 (KL)
  - ベンゼン機関車 (BL)
  - ナフタレン機関車 (NL)
  - ガス機関車
- 電気機関車 (EL) 
  - 蓄電池機関車
- ハイブリッド機関車
- 空気機関車 (AL) 
  - 圧縮空気機関車
- 原子力機関車
- 人力機関車

無火蒸気機関車と圧縮空気機関車を総称して無火機関車と呼ぶこともある。
また客車に動力装置を搭載したものは、その動力によって電車、気動車と呼ばれている。

## 用途分類
機関車は旅客用と貨物用で用途が分けられていることがある。旅客用の機関車は高速性能を重視した設計になっている一方、貨物用は牽引力を重視した設計になっている。また、冬期において蒸気機関車(SL)以外の機関車で蒸気暖房を使用する列車を牽引する場合や、機関車から電源の供給を受ける電気暖房を牽引する際には、それらに対応する蒸気発生装置(SG)や電気暖房装置(EG)を搭載した機関車が必要となる。ただし、短区間の運行には暖房を使用しない、あるいは機関車と別に暖房車を用意し暖房用蒸気の供給を行う場合もある。
蒸気機関車が主流だった時代には旅客用と貨物用のものがはっきりと区別される傾向にあった。蒸気機関車は性能特性上、動輪の最大回転数は車体やボイラーのサイズによる差は大きくはなく、それを回転運動に変える動輪の直径とピストンのストローク量が大きく影響する。大きい物は輪軸の原理により高速走行が可能になるが、その分トルクが落ちるため牽引力も落ちる。また蒸気機関車の場合、固定軸距が動輪の大きさと数により決定されるが、これには上限がある一方で動輪の数が多ければ粘着には有利である。従って、旅客用の蒸気機関車は概して大きな車輪を比較的少数有し、貨物用の蒸気機関車は小さめの動輪をより多く有する物が多かった。例えば、日本においては旅客用の蒸気機関車の大半が動輪が3軸の「C型」、貨物用の蒸気機関車の大半は4軸の「D型」である。ただし、旅客列車と貨物列車の双方の牽引を目的とする貨客両用機として設計された蒸気機関車も存在する。
電気機関車やディーゼル機関車においても黎明期には明確な違いがあった。例えば旅客用の電気機関車であるEF58形電気機関車と貨物用の電気機関車であるEF15形電気機関車では、定格出力、制御系はほとんど同じものを装備しているが歯車比が大きく異なり、前者は高速性能重視、後者は牽引力重視であった。

## 動力集中式電車
電車や気動車に分類される車両の中にも、客室も荷物室も持たず機関車に近い機能を持つ動力車と客車から構成されるものもある。これらの動力車は特定の客車や貨車と固定編成になっていることから、機関車ではなく電車や気動車に分類される。事例としては、電車ではフランスのTGV、ドイツのICE 1・ICE 2、オーストリアのレイルジェット等が、気動車ではドイツでTEEに用いられたVT11.5型やイギリスのインターシティー125等がある。日本においても、JR貨物が運用するM250系電車（スーパーレールカーゴ）がある。

## 補機としての運用
機関車1両では出力が不足する場合、機関車を2両以上連結して使用する場合や、補助の機関車を最後部に連結し後押しをさせる場合がある。勾配区間を走行する際にブースター的に使用する場合と、列車の牽引定数が大きい場合に行われる。
勾配区間などで使われる補助の機関車は補助機関車（補機）という。日本でもED79形電気機関車には補機としてしか用いないため保安装置を簡略化した車両がある。
機関車を2両以上連ねて連結することを重連という。また、（非常ブレーキ装置を除く）運転・制御の機器は基本的にすべて機関車に搭載されるが、ヨーロッパを中心に推進運転用の運転台を持った客車や貨車を連結し、機関車を制御する場合も多い（プッシュプル列車）。なお、日本において機関車を列車の前後に連結して運行することを「プッシュプル運転」と呼ぶ場合があるが、それらは前後それぞれに運転士が乗務し（無線で連絡を取り合いながら）個別に操作を行うため、厳密にはプッシュプル運転ではない。
なお、日本のEH500形電気機関車のように、2車体連結構造となった機関車も少なくない。通常、こういう構造を持った車両は2車体でも1両として扱われている。

## その他
機関車は単独で走行できることが原則である。そのため、大部分の機関車は運転台を有するが、アメリカなど列車規模が大きい国では、補機にしか用いない前提で、自車に運転台を持たず他の機関車の運転台からの制御を受ける機関車があり、Bユニットと呼ばれている。
大部分のテンダー式蒸気機関車・アメリカなどの本線用のディーゼル機関車（キャブ・ユニットやカウル・ユニット参照）のように後方の視界を考慮しておらず、連結時のバックなどを除いて基本的に前進のみを想定している機関車と、タンク式や変形テンダーを付けた蒸気機関車・上記以外の電気・ディーゼル機関車のようにどちらの方向にも視界が良く、前進・後退両方向で運行が可能なものがある。ものによっては前者でも、後退運転が不可能ではないが、きわめて限定的であり、かつ運行上・保安上危険であることから転車台やデルタ線などで方向転換が必要となるか、総括制御できる車両の場合は背中合わせに連結して2台以上セットで運行する必要がある。
機関車牽引列車では、列車の推進力はすべて機関車がまかなうが、制動力（ブレーキ）は機関車のみならず被牽引車である客車・貨車も一部分担する。そのため、客車や貨車が特殊なブレーキ方式を採用している際は、それに対応した制御装置やジャンパ栓を有する機関車が用いられる。